# DEMOCRACIA NEURONAL
1. REDIRECCIÓN Democracia neuronal